# High Springs
High Springs és una població dels Estats Units a l'estat de Florida. Segons el cens del 2000 tenia 3.863 habitants.

## Demografia
Segons el cens del 2000, High Springs tenia 3.863 habitants, 1.539 habitatges, i 1.063 famílies. La densitat de població era de 80,8 habitants/km².
Dels 1.539 habitatges en un 32,1% hi vivien nens de menys de 18 anys, en un 50,3% hi vivien parelles casades, en un 14,5% dones solteres, i en un 30,9% no eren unitats familiars. En el 25,9% dels habitatges hi vivien persones soles el 12,3% de les quals corresponia a persones de 65 anys o més que vivien soles. El nombre mitjà de persones vivint en cada habitatge era de 2,47 i el nombre mitjà de persones que vivien en cada família era de 2,98.
Per edats la població es repartia de la següent manera: un 25,4% tenia menys de 18 anys, un 6,2% entre 18 i 24, un 27,6% entre 25 i 44, un 25% de 45 a 60 i un 15,7% 65 anys o més.
L'edat mediana era de 39 anys. Per cada 100 dones de 18 o més anys hi havia 81,4 homes.
La renda mediana per habitatge era de 34.354 $ i la renda mediana per família de 43.779 $. Els homes tenien una renda mediana de 32.959 $ mentre que les dones 22.109 $. La renda per capita de la població era de 15.919 $. Entorn del 9,5% de les famílies i el 12% de la població estaven per davall del llindar de pobresa.

## Poblacions més properes
El següent diagrama mostra les poblacions més properes.